# Enrique Scalabroni
Enrique Héctor Scalabroni Ceballos (Alta Gracia, Córdoba, Argentina, 20 de octubre de 1949) es un diseñador de automóviles de competición, director técnico y jefe de escuderías de automovilismo argentino. Trabajó en Dallara, Williams, Ferrari, Lotus, Peugeot Sport y Asiatech entre 1985 y 2002, antes de montar su propio equipo de F3000 y GP2 en 2003, BCN Competición, que duró hasta finales de 2008. Es hermano gemelo del artista Santiago Scalabroni.

## Inicios
Scalabroni nació en Córdoba, vivió en su infancia en Rafaela ya que su padre tenía a su cargo el Autódromo de la ciudad y estudió ingeniería mecánica en la Universidad Tecnológica Nacional de Buenos Aires antes de ser reclutado por el equipo Fórmula Renault Fama en 1975. Más tarde trabajó para los equipos de Renault F2 de Osvaldo Antelo y los equipos respaldados por la fábrica de Ford en el Turismo Carretera de Miguel Herceg. En Argentina diseñó y construyó sus propios autos de Fórmula Renault y monoplazas nacionales de F2.

## Fórmula 1
Se mudó a Italia en 1982 procedente de Argentina a la edad de 32 años y encontró trabajo en el grupo Dallara Automobili. Allí diseñó el primer túnel de viento de la empresa y uno de los chasis monocasco de carbono pioneros para monoplazas pequeños: un coche de Fórmula 3 que marcó tendencia con pontones laterales inclinados hacia atrás, para la temporada de 1983.
En 1985, Williams F1 contrató a Scalabroni como diseñador. Allí contribuyó con una parte sustancial del diseño de la caja de cambios secuencial de seis velocidades que Williams fue pionera en las carreras de F1.
Después del mandato de John Barnard en Ferrari (1987-1989), se unió al equipo como diseñador jefe de chasis y aerodinámica en septiembre de 1989. Allí desarrolló el chasis de carbono del Ferrari 640 de Barnard. Los Ferrari 641 y 641/2 diseñados por Scalabroni fueron diseñados en colaboración con Steve Nichols y ganaron seis carreras en 1990 con Alain Prost y Nigel Mansell. Ferrari obtuvo el segundo lugar en el Campeonato de Constructores.
En 1991, fue contratado por Lotus F1 Team, donde produjo el Lotus 102 B para los pilotos Johnny Herbert, Mika Häkkinen y Julian Bailey. Antes de dejar el equipo de Hethel, Scalabroni dejó un proyecto audaz: un coche de F1 con las cuatro ruedas dispuestas en forma de cruz o rombo, dos a los lados, sobresaliendo de la sección central y una en la parte delantera y otra trasera. La falta de financiación acabó con este proyecto.
Al mismo tiempo, el ingeniero sudamericano fue consultor del De Tomaso Guarà, a cargo del diseño de chasis y suspensión. En este cargo con la empresa De Tomaso, Scalabroni también trabajó en el desarrollo del Biguá, posteriormente conocido como Qvale Mangusta después de que la familia De Tomaso vendiera los activos de la empresa a nuevos inversores estadounidenses.

## Le Mans con Peugeot
En 1992, Scalabroni se fue a Peugeot Sport, y luego se concentró en el Campeonato Mundial de Autos Deportivos y las 24 Horas de Le Mans. Allí, Scalabroni ayudó en el desarrollo del Peugeot 905, trabajando con André de Cortanze, y estuvo a cargo del auto ganador de Le Mans 1992 de Derek Warwick, Yannick Dalmas y Mark Blundell. Al mismo tiempo, Jean Todt, entonces director del equipo, confió a Scalabroni el “proyecto de vanguardia” del automóvil de Fórmula 1 de Peugeot.
Cuando los altos ejecutivos de PSA le negaron a Todt los recursos necesarios para un equipo de F1, el jefe de carreras se fue a Ferrari y, poco después, Scalabroni se dirigió a una empresa propiedad de Takeo Ikuzawa. Ikuzawa quería establecer su propio equipo de F1 y durante dos años Scalabroni y un pequeño equipo de ingenieros diseñaron y probaron aerodinámicamente los modelos a escala del futuro automóvil.
Ese proyecto se detuvo, pero Scalabroni permaneció con Ikuzawa hasta 1998 diseñando diferentes sistemas para la industria automotriz y de motocicletas japonesas, produciendo varias patentes en el proceso. Williams lo volvió a contratar en 1998 y los Renault Lagunas del BTCC utilizaron soluciones aerodinámicas y mecánicas de Scalabroni.

## Otros trabajos
Cuando terminó su contrato de consultoría con Williams, Scalabroni comenzó, a finales de 1999, lo que sería el proyecto de Fórmula 1 del motor Asiatech. Scalabroni llegó a un acuerdo con Peugeot para comprar los activos del programa de motores F1 de Peugeot, rebautizado como Asiatech F1, y se quedó con la fábrica y el personal. Mientras Asiatech entregó sus motores a Arrows en 2001, Scalabroni abrió una oficina técnica para diseñar un chasis de F1 en las antiguas instalaciones de Williams BTCC en Didcot, Inglaterra, financiada por el mismo grupo de empresas propietarias de Asiatech, y encabezada por Hideo Morita, el heredero del fundador de Sony Corporation. En 2002, Asiatech era el proveedor de motores de Minardi pero, al no poder encontrar la financiación y los clientes adecuados, la empresa cerró sus puertas a finales de año.
En 2003, Scalabroni estableció su propio equipo, BCN Competición, con sede en Granollers, Barcelona, España, asociado a su amigo español Jaume Pintanel. Compitió en la Fórmula Nissan 2000 en 2002, luego en la Fórmula 3000 donde Enrico Toccacelo le dio al equipo lel subcampeonato en el campeonato de 2004. Obtuvieron una de las licencias de GP2 para 2005 y permaneció en esa serie hasta finales de 2008, donde vendieron la licencia y los coches de GP2 a un grupo de empresas representadas por el piloto portugués Tiago Monteiro, que creó el nuevo equipo Ocean Racing Technology. Cuando se cerró el trato, Scalabroni se concentró en otros proyectos nuevos relacionados con la enseñanza y divulgación técnica.